# Pakistanische Cricket-Nationalmannschaft in Australien in der Saison 1999/2000
Die Tour der pakistanischen Cricket-Nationalmannschaft nach Australien in der Saison 1999/2000 fand vom 5. bis zum 28. November 1999 statt. Die internationale Cricket-Tour war Bestandteil der Internationalen Cricket-Saison 1999/2000 und umfasste drei Tests. Australien gewann die Serie 3–0.

## Vorgeschichte
Australien bestritt zuvor eine Tour in Simbabwe, Pakistan nahm zuvor an einem Turnier in den Vereinigten Arabischen Emiraten teil. Das letzte Aufeinandertreffen der beiden Mannschaften bei einer Tour fand in der Saison 1998/99 in Pakistan statt.

## Stadien
Die folgenden Stadien wurden für die Tour als Austragungsort vorgesehen.
| Stadion        | Stadt    | Kapazität | Spiele  |
| -------------- | -------- | --------- | ------- |
| The Gabba      | Brisbane | 42.000    | 1. Test |
| Bellerive Oval | Hobart   | 20.000    | 2. Test |
| WACA Ground    | Perth    | 20.000    | 3. Test |

## Kaderlisten
Die folgenden Kader wurden von den Teams nominiert.
| Test | Test |
| Australien | Pakistan |
| --- | --- |
| - Steve Waugh (K) - Greg Blewett - Damien Fleming - Adam Gilchrist (wk) - Michael Kasprowicz - Justin Langer - Glenn McGrath - Scott Muller - Ricky Ponting - Michael Slater - Shane Warne - Mark Waugh | - Wasim Akram (K) - Abdul Razzaq - Azhar Mahmood - Ijaz Ahmed - Inzamam-ul-Haq - Mushtaq Ahmed - Mohammad Akram - Mohammad Wasim - Moin Khan (wk) - Saeed Anwar - Saqlain Mushtaq - Shoaib Akhtar - Wajahatullah Wasti - Waqar Younis - Yousuf Youhana |

## Tour Matches
| 26. Oktober Scorecard | Perth | Pakistanis 168 (44)                     | – | ACB Chairman's XI 171-3 (23.3) |
|                       |       | ACB Chairman's XI gewinnt mit 7 Wickets |   |                                |

| 27. Oktober Scorecard | Perth | Western Australia 253-7 (50)         | – | Pakistanis 250-9 (47/47) |
|                       |       | Western Australia gewinnt mit 3 Runs |   |                          |

| 30. Oktober – 2. November Scorecard | Brisbane | Queensland 274 (68.2) & 318-5 (97) | – | Pakistanis 276 (97.1) & 204 (88.2) |
|                                     |          | Queensland gewinnt mit 112 Runs    |   |                                    |

| 12. – 15. November Scorecard | Adelaide | South Australia 250 (65) & 250 (84.4)            | – | Pakistanis 526 (134.3) |
|                              |          | Pakistanis gewinnt mit einem Innings und 26 Runs |   |                        |

## Tests

### Erster Test in Brisbane
| 5. – 9. November Scorecard | Brisbane | Pakistan 367 (117.1) & 281 (74.1) | – | Australien 575 (139.1) & 74-0 (14.2) |
|                            |          | Australien gewinnt mit 10 Wickets |   |                                      |

Australien gewann den Münzwurf und entschied sich als Feldmannschaft zu beginnen. Als Spieler des Spiels wurde Michael Slater ausgezeichnet.

### Zweiter Test in Hobart
| 18. – 22. November Scorecard | Hobart | Pakistan 222 (72.5) & 392 (128.5) | – | Australien 246 (80) & 369-6 (113.5) |
|                              |        | Australien gewinnt mit 4 Wickets  |   |                                     |

Australien gewann den Münzwurf und entschied sich als Feldmannschaft zu beginnen. Als Spieler des Spiels wurde Justin Langer ausgezeichnet.

### Dritter Test in Perth
| 26. – 28. November Scorecard | Perth | Pakistan 155 (52) & 276 (69.4)                   | – | Australien 451 (110.5) |
|                              |       | Australien gewinnt mit einem Innings und 20 Runs |   |                        |

Pakistan gewann den Münzwurf und entschied sich als Schlagmannschaft zu beginnen. Als Spieler des Spiels wurde Ricky Ponting ausgezeichnet.
Im Spiel kam es vom pakistanischen Spieler Mohammad Akram zu einem Rempler am Australier Shane Warne. Der Referee John Reid sprach Akram schuldig und sprach eine strenge Ermahnung aus.
Zum Ende der Test-Serie erklärte der pakistanische Verband Reid zukünftig nicht mehr als Referee akzeptieren zu wollen.

## Auszeichnungen

### Player of the Series
Als Player of the Series wurden der folgende Spieler ausgezeichnet.
| Serie | Player of the Series |
| ----- | -------------------- |
| Test  | Justin Langer        |

### Player of the Match
Als Player of the Match wurden die folgenden Spieler ausgezeichnet.
| Spiel   | Player of the Match |
| ------- | ------------------- |
| 1. Test | Michael Slater      |
| 2. Test | Justin Langer       |
| 3. Test | Ricky Ponting       |